# IBU-Junior-Cup 2016/17
Der IBU-Junior-Cup 2016/17 wurde zwischen dem 10. Dezember 2016 und dem 28. Februar 2017 ausgetragen. Es handelte sich um die zweite Austragung der höchsten, von der IBU organisierten, Rennserie für Juniorinnen und Junioren im Biathlon.
Höhepunkt der Saison waren die Biathlon-Juniorenweltmeisterschaften im slowakischen Osrblie. Diese Wettkämpfe flossen auch in die Wertung des IBU-Junior-Cups mit ein.

## Austragungsorte
| Osrblie |

| Hochfilzen |

| Nové Město |

| Lenzerheide |

| Pokljuka |

## Wettkampfkalender
| Datum                      | Ort         | Wettkämpfe                                          |
| -------------------------- | ----------- | --------------------------------------------------- |
| 9.–11. Dezember 2016       | Lenzerheide | Einzel, Sprint                                      |
| 14.–17. Dezember 2016      | Hochfilzen  | Sprint, Verfolgung, Staffel                         |
| 26.–29. Januar 2017        | Pokljuka    | Single-Mixed-Staffel, Mixed-Staffel, Sprint, Sprint |
| 1.–5. Februar 2017 (JEM)   | Nové Město  | Einzel, Sprint, Verfolgung                          |
| 21.–28. Februar 2017 (JWM) | Osrblie     | Einzel, Sprint, Verfolgung, Staffel                 |

## Juniorinnen
| 1. IBU-Junior-Cup in Lenzerheide, 9. – 11. Dezember 2016 | 1. IBU-Junior-Cup in Lenzerheide, 9. – 11. Dezember 2016 | 1. IBU-Junior-Cup in Lenzerheide, 9. – 11. Dezember 2016 | 1. IBU-Junior-Cup in Lenzerheide, 9. – 11. Dezember 2016 | 1. IBU-Junior-Cup in Lenzerheide, 9. – 11. Dezember 2016 |
| -------------------------------------------------------- | -------------------------------------------------------- | -------------------------------------------------------- | -------------------------------------------------------- | -------------------------------------------------------- |
| Datum                                                    | Disziplin                                                | Erster Platz                                             | Zweiter Platz                                            | Dritter Platz                                            |
| 10. Dezember 2016 (Sa.)                                  | Einzel (12,5 km)                                         | Julia Simon                                              | Janina Hettich                                           | Jekaterina Moschkowa                                     |
| 11. Dezember 2016 (So.)                                  | Sprint (7,5 km)                                          | Caroline Colombo                                         | Khrystyna Dmytrenko                                      | Vanessa Voigt                                            |

| 2. IBU-Junior-Cup in Hochfilzen, 14. – 17. Dezember 2016 | 2. IBU-Junior-Cup in Hochfilzen, 14. – 17. Dezember 2016 | 2. IBU-Junior-Cup in Hochfilzen, 14. – 17. Dezember 2016 | 2. IBU-Junior-Cup in Hochfilzen, 14. – 17. Dezember 2016 | 2. IBU-Junior-Cup in Hochfilzen, 14. – 17. Dezember 2016      |
| -------------------------------------------------------- | -------------------------------------------------------- | -------------------------------------------------------- | -------------------------------------------------------- | ------------------------------------------------------------- |
| Datum                                                    | Disziplin                                                | Erster Platz                                             | Zweiter Platz                                            | Dritter Platz                                                 |
| 15. Dezember 2016 (Do.)                                  | Sprint (7,5 km)                                          | Walerija Wasnezowa                                       | Natalja Uschkina                                         | Lena Arnaud                                                   |
| 16. Dezember 2016 (Fr.)                                  | Verfolgung (10 km)                                       | Anna Weidel                                              | Myrtille Bègue                                           | Jekaterina Moschkowa                                          |
| 17. Dezember 2016 (Sa.)                                  | Staffel (3 × 6 km)                                       | FrankreichCamille Bened Myrtille Bègue Lena Arnaud       | DeutschlandVanessa Voigt Christin Maier Anna Weidel      | KasachstanArina Pantowa Alina Slepenko Jelisaweta Beltschenko |

| 3. IBU-Cup in Pokljuka, 26. – 29. Januar 2017 | 3. IBU-Cup in Pokljuka, 26. – 29. Januar 2017 | 3. IBU-Cup in Pokljuka, 26. – 29. Januar 2017 | 3. IBU-Cup in Pokljuka, 26. – 29. Januar 2017 | 3. IBU-Cup in Pokljuka, 26. – 29. Januar 2017 |
| --------------------------------------------- | --------------------------------------------- | --------------------------------------------- | --------------------------------------------- | --------------------------------------------- |
| Datum                                         | Disziplin                                     | Erster Platz                                  | Zweiter Platz                                 | Dritter Platz                                 |
| 28. Januar 2017 (Sa.)                         | Sprint (7,5 km)                               | Jekaterina Moschkowa                          | Myrtille Bègue                                | Natalja Uschkina                              |
| 29. Januar 2017 (So.)                         | Sprint (7,5 km)                               | Walerija Wasnezowa                            | Jekaterina Moschkowa                          | Myrtille Bègue                                |

| 2. Offene Junioren-Europameisterschaften in Nové Město, 1. – 5. Februar 2017 | 2. Offene Junioren-Europameisterschaften in Nové Město, 1. – 5. Februar 2017 | 2. Offene Junioren-Europameisterschaften in Nové Město, 1. – 5. Februar 2017 | 2. Offene Junioren-Europameisterschaften in Nové Město, 1. – 5. Februar 2017 | 2. Offene Junioren-Europameisterschaften in Nové Město, 1. – 5. Februar 2017 |
| ---------------------------------------------------------------------------- | ---------------------------------------------------------------------------- | ---------------------------------------------------------------------------- | ---------------------------------------------------------------------------- | ---------------------------------------------------------------------------- |
| Datum                                                                        | Disziplin                                                                    | Erster Platz                                                                 | Zweiter Platz                                                                | Dritter Platz                                                                |
| 2. Februar 2017 (Do.)                                                        | Einzel (12,5 km)                                                             | Anna Weidel                                                                  | Myrtille Bègue                                                               | Markéta Davidová                                                             |
| 4. Februar 2017 (Sa.)                                                        | Sprint (7,5 km)                                                              | Markéta Davidová                                                             | Walerija Wasnezowa                                                           | Kamila Żuk                                                                   |
| 5. Februar 2017 (So.)                                                        | Verfolgung (10 km)                                                           | Markéta Davidová                                                             | Megan Bankes                                                                 | Xenija Schuschgowa                                                           |

| 54. Biathlon-Juniorenweltmeisterschaften in Osrblie, 21. – 28. Februar 2017 | 54. Biathlon-Juniorenweltmeisterschaften in Osrblie, 21. – 28. Februar 2017 | 54. Biathlon-Juniorenweltmeisterschaften in Osrblie, 21. – 28. Februar 2017 | 54. Biathlon-Juniorenweltmeisterschaften in Osrblie, 21. – 28. Februar 2017 | 54. Biathlon-Juniorenweltmeisterschaften in Osrblie, 21. – 28. Februar 2017 |
| --------------------------------------------------------------------------- | --------------------------------------------------------------------------- | --------------------------------------------------------------------------- | --------------------------------------------------------------------------- | --------------------------------------------------------------------------- |
| Datum                                                                       | Disziplin                                                                   | Erster Platz                                                                | Zweiter Platz                                                               | Dritter Platz                                                               |
| 23. Februar 2017 (Do.)                                                      | Einzel (12,5 km)                                                            | Megan Bankes                                                                | Julia Schwaiger                                                             | Anna Weidel                                                                 |
| 25. Februar 2017 (Sa.)                                                      | Sprint (7,5 km)                                                             | Michela Carrara                                                             | Ingrid Landmark Tandrevold                                                  | Myrtille Bègue                                                              |
| 26. Februar 2017 (So.)                                                      | Verfolgung (10 km)                                                          | Walerija Wasnezowa                                                          | Michela Carrara                                                             | Ingrid Landmark Tandrevold                                                  |
| 28. Februar 2017 (Di.)                                                      | Staffel (3 × 6 km)                                                          | NorwegenHilde Eide Karoline Erdal Ingrid Landmark Tandrevold                | DeutschlandVanessa Voigt Sophia Schneider Anna Weidel                       | RusslandKristina Reszowa Jekaterina Moschkowa Walerija Wasnezowa            |

### Pokalwertungen Juniorinnen
| Endstand nach 12 Rennen (Top 10) |                      |        |       |
| \| Rang \| Name \| Punkte \| Siege \| \| ---- \| -------------------- \| ------ \| ----- \| \| 01 \| Myrtille Bègue \| 415 \| 0 \| \| 02 \| Walerija Wasnezowa \| 383 \| 3 \| \| 03 \| Jekaterina Moschkowa \| 382 \| 1 \| \| 04 \| Natalja Uschkina \| 330 \| 0 \| \| 05 \| Anna Weidel \| 328 \| 2 \| \| 06 \| Vanessa Voigt \| 303 \| 0 \| \| 07 \| Simona Maříková \| 263 \| 0 \| \| 08 \| Caroline Colombo \| 248 \| 1 \| \| 09 \| Urška Poje \| 240 \| 0 \| \| 10 \| Lena Arnaud \| 231 \| 0 \| |                      |        |       |
| Rang | Name                 | Punkte | Siege |
| 01 | Myrtille Bègue       | 415    | 0     |
| 02 | Walerija Wasnezowa   | 383    | 3     |
| 03 | Jekaterina Moschkowa | 382    | 1     |
| 04 | Natalja Uschkina     | 330    | 0     |
| 05 | Anna Weidel          | 328    | 2     |
| 06 | Vanessa Voigt        | 303    | 0     |
| 07 | Simona Maříková      | 263    | 0     |
| 08 | Caroline Colombo     | 248    | 1     |
| 09 | Urška Poje           | 240    | 0     |
| 10 | Lena Arnaud          | 231    | 0     |

| Rang | Name                 | Punkte | Siege |
| ---- | -------------------- | ------ | ----- |
| 01   | Jekaterina Moschkowa | 234    | 1     |
| 02   | Myrtille Bègue       | 220    | 0     |
| 03   | Walerija Wasnezowa   | 213    | 2     |
| 04   | Natalja Uschkina     | 212    | 0     |
| 05   | Lena Arnaud          | 154    | 0     |
| 06   | Caroline Colombo     | 146    | 1     |
| 07   | Khrystyna Dmytrenko  | 140    | 0     |
| 08   | Camille Bened        | 139    | 0     |
| 09   | Urška Poje           | 136    | 0     |
| 10   | Lou Jeanmonnot       | 127    | 0     |

| Rang | Name                 | Punkte | Siege |
| ---- | -------------------- | ------ | ----- |
| 01   | Anna Weidel          | 137    | 1     |
| 02   | Myrtille Bègue       | 119    | 0     |
| 03   | Walerija Wasnezowa   | 116    | 1     |
| 04   | Vanessa Voigt        | 91     | 0     |
| 05   | Sophia Schneider     | 89     | 0     |
| 06   | Markéta Davidová     | 83     | 1     |
| 07   | Jekaterina Moschkowa | 80     | 0     |
| 08   | Megan Bankes         | 79     | 0     |
| 09   | Simona Maříková      | 75     | 0     |
| 10   | Christin Maier       | 74     | 0     |

| Rang | Name                 | Punkte | Siege |
| ---- | -------------------- | ------ | ----- |
| 01   | Anna Weidel          | 108    | 1     |
| 02   | Myrtille Bègue       | 108    | 0     |
| 03   | Vanessa Voigt        | 101    | 0     |
| 04   | Jekaterina Moschkowa | 100    | 0     |
| 05   | Julia Simon          | 92     | 1     |
| 06   | Janina Hettich       | 92     | 0     |
| 07   | Maria Tsakiri        | 90     | 0     |
| 08   | Anna-Maria Schreder  | 89     | 0     |
| 09   | Hanna Sola           | 72     | 0     |
| 10   | Deborah Laffont      | 69     | 0     |

## Junioren
| 1. IBU-Junior-Cup in Lenzerheide, 9. – 11. Dezember 2016 | 1. IBU-Junior-Cup in Lenzerheide, 9. – 11. Dezember 2016 | 1. IBU-Junior-Cup in Lenzerheide, 9. – 11. Dezember 2016 | 1. IBU-Junior-Cup in Lenzerheide, 9. – 11. Dezember 2016 | 1. IBU-Junior-Cup in Lenzerheide, 9. – 11. Dezember 2016 |
| -------------------------------------------------------- | -------------------------------------------------------- | -------------------------------------------------------- | -------------------------------------------------------- | -------------------------------------------------------- |
| Datum                                                    | Disziplin                                                | Erster Platz                                             | Zweiter Platz                                            | Dritter Platz                                            |
| 10. Dezember 2016 (Sa.)                                  | Einzel (15 km)                                           | Anton Dudtschenko                                        | Kirill Strelzow                                          | Felix Cottet Puninel                                     |
| 11. Dezember 2016 (So.)                                  | Sprint (10 km)                                           | Witalij Trusch                                           | David Zobel                                              | Hugo Rivail                                              |

| 2. IBU-Junior-Cup in Hochfilzen, 14. – 17. Dezember 2016 | 2. IBU-Junior-Cup in Hochfilzen, 14. – 17. Dezember 2016 | 2. IBU-Junior-Cup in Hochfilzen, 14. – 17. Dezember 2016                   | 2. IBU-Junior-Cup in Hochfilzen, 14. – 17. Dezember 2016             | 2. IBU-Junior-Cup in Hochfilzen, 14. – 17. Dezember 2016                |
| -------------------------------------------------------- | -------------------------------------------------------- | -------------------------------------------------------------------------- | -------------------------------------------------------------------- | ----------------------------------------------------------------------- |
| Datum                                                    | Disziplin                                                | Erster Platz                                                               | Zweiter Platz                                                        | Dritter Platz                                                           |
| 15. Dezember 2016 (Do.)                                  | Sprint (10 km)                                           | Erik Weick                                                                 | Witalij Trusch                                                       | Roman Jeremin                                                           |
| 16. Dezember 2016 (Fr.)                                  | Verfolgung (12,5 km)                                     | Witalij Trusch                                                             | Kirill Strelzow                                                      | Roman Jeremin                                                           |
| 17. Dezember 2016 (Sa.)                                  | Staffel (4 × 7,5 km)                                     | RusslandAlexander Nasekin Igor Malinowski Nikita Porschnew Kirill Strelzow | BelarusRaman Schynkewitsch Vadzim Radziuk Ihor Karpjuk Anton Smolski | TschechienMilan Žemlička Jakub Štvrtecký Jakub Prochazka Ondřej Šantora |

| 3. IBU-Cup in Pokljuka, 26. – 29. Januar 2017 | 3. IBU-Cup in Pokljuka, 26. – 29. Januar 2017 | 3. IBU-Cup in Pokljuka, 26. – 29. Januar 2017 | 3. IBU-Cup in Pokljuka, 26. – 29. Januar 2017 | 3. IBU-Cup in Pokljuka, 26. – 29. Januar 2017 |
| --------------------------------------------- | --------------------------------------------- | --------------------------------------------- | --------------------------------------------- | --------------------------------------------- |
| Datum                                         | Disziplin                                     | Erster Platz                                  | Zweiter Platz                                 | Dritter Platz                                 |
| 28. Januar 2017 (Sa.)                         | Sprint (10 km)                                | Kirill Strelzow                               | Ondřej Šantora                                | Anton Dudtschenko                             |
| 29. Januar 2017 (So.)                         | Sprint (10 km)                                | Nikita Porschnew                              | Igor Malinowski                               | Ihor Karpjuk                                  |

| 2. Offene Junioren-Europameisterschaften in Nové Město, 1. – 5. Februar 2017 | 2. Offene Junioren-Europameisterschaften in Nové Město, 1. – 5. Februar 2017 | 2. Offene Junioren-Europameisterschaften in Nové Město, 1. – 5. Februar 2017 | 2. Offene Junioren-Europameisterschaften in Nové Město, 1. – 5. Februar 2017 | 2. Offene Junioren-Europameisterschaften in Nové Město, 1. – 5. Februar 2017 |
| ---------------------------------------------------------------------------- | ---------------------------------------------------------------------------- | ---------------------------------------------------------------------------- | ---------------------------------------------------------------------------- | ---------------------------------------------------------------------------- |
| Datum                                                                        | Disziplin                                                                    | Erster Platz                                                                 | Zweiter Platz                                                                | Dritter Platz                                                                |
| 2. Februar 2017 (Do.)                                                        | Einzel (15 km)                                                               | Igor Malinowski                                                              | Kirill Strelzow                                                              | Anton Smolski                                                                |
| 4. Februar 2017 (Sa.)                                                        | Sprint (10 km)                                                               | Nikita Porschnew                                                             | Sebastian Trixl                                                              | Anton Dudtschenko                                                            |
| 5. Februar 2017 (So.)                                                        | Verfolgung (12,5 km)                                                         | Milan Žemlička                                                               | Ondřej Šantora                                                               | Anton Dudtschenko                                                            |

| 54. Biathlon-Juniorenweltmeisterschaften in Osrblie, 21. – 28. Februar 2017 | 54. Biathlon-Juniorenweltmeisterschaften in Osrblie, 21. – 28. Februar 2017 | 54. Biathlon-Juniorenweltmeisterschaften in Osrblie, 21. – 28. Februar 2017 | 54. Biathlon-Juniorenweltmeisterschaften in Osrblie, 21. – 28. Februar 2017            | 54. Biathlon-Juniorenweltmeisterschaften in Osrblie, 21. – 28. Februar 2017 |
| --------------------------------------------------------------------------- | --------------------------------------------------------------------------- | --------------------------------------------------------------------------- | -------------------------------------------------------------------------------------- | --------------------------------------------------------------------------- |
| Datum                                                                       | Disziplin                                                                   | Erster Platz                                                                | Zweiter Platz                                                                          | Dritter Platz                                                               |
| 23. Februar 2017 (Do.)                                                      | Einzel (15 km)                                                              | Sindre Pettersen                                                            | David Zobel                                                                            | Mikita Labastau                                                             |
| 25. Februar 2017 (Sa.)                                                      | Sprint (10 km)                                                              | Igor Malinowski                                                             | Kirill Strelzow                                                                        | Roman Jeremin                                                               |
| 26. Februar 2017 (So.)                                                      | Verfolgung (12,5 km)                                                        | Igor Malinowski                                                             | Sindre Pettersen                                                                       | Anton Smolski                                                               |
| 28. Februar 2017 (Di.)                                                      | Staffel (4 × 7,5 km)                                                        | RusslandMikita Labastau Igor Malinowski Nikita Porschnew Kirill Strelzow    | NorwegenDag Sander Bjørndalen Johannes Dale Aleksander Fjeld Andersen Sindre Pettersen | DeutschlandJustus Strelow Danilo Riethmüller Dominik Schmuck David Zobel    |

### Pokalwertungen Junioren
| Endstand nach 12 Rennen (Top 10) |                   |        |       |
| \| Rang \| Name \| Punkte \| Siege \| \| ---- \| ----------------- \| ------ \| ----- \| \| 01 \| Kirill Strelzow \| 428 \| 1 \| \| 02 \| Anton Dudtschenko \| 370 \| 1 \| \| 03 \| David Zobel \| 354 \| 0 \| \| 04 \| Nikita Porschnew \| 316 \| 2 \| \| 05 \| Igor Malinowski \| 304 \| 3 \| \| 06 \| Milan Žemlička \| 288 \| 1 \| \| 07 \| Witalij Trusch \| 253 \| 2 \| \| 08 \| Anton Smolski \| 236 \| 0 \| \| 09 \| Hugo Rivail \| 231 \| 0 \| \| 10 \| Ihor Karpjuk \| 218 \| 0 \| |                   |        |       |
| Rang | Name              | Punkte | Siege |
| 01 | Kirill Strelzow   | 428    | 1     |
| 02 | Anton Dudtschenko | 370    | 1     |
| 03 | David Zobel       | 354    | 0     |
| 04 | Nikita Porschnew  | 316    | 2     |
| 05 | Igor Malinowski   | 304    | 3     |
| 06 | Milan Žemlička    | 288    | 1     |
| 07 | Witalij Trusch    | 253    | 2     |
| 08 | Anton Smolski     | 236    | 0     |
| 09 | Hugo Rivail       | 231    | 0     |
| 10 | Ihor Karpjuk      | 218    | 0     |

| Rang | Name              | Punkte | Siege |
| ---- | ----------------- | ------ | ----- |
| 01   | Kirill Strelzow   | 252    | 1     |
| 02   | Witalij Trusch    | 224    | 1     |
| 03   | Nikita Porschnew  | 220    | 2     |
| 04   | Anton Dudtschenko | 193    | 0     |
| 05   | Hugo Rivail       | 187    | 0     |
| 06   | David Zobel       | 173    | 0     |
| 07   | Igor Malinowski   | 170    | 1     |
| 08   | Anton Smolski     | 158    | 0     |
| 09   | Ihor Karpjuk      | 155    | 0     |
| 10   | Milan Žemlička    | 152    | 0     |

| Rang | Name                 | Punkte | Siege |
| ---- | -------------------- | ------ | ----- |
| 01   | Kirill Strelzow      | 146    | 0     |
| 02   | Igor Malinowski      | 130    | 1     |
| 03   | Anton Dudtschenko    | 116    | 0     |
| 04   | David Zobel          | 112    | 0     |
| 05   | Anton Smolski        | 99     | 0     |
| 06   | Felix Cottet Puninel | 95     | 0     |
| 07   | Mikita Labastau      | 80     | 0     |
| 08   | Michael Trieb        | 80     | 1     |
| 09   | Milan Žemlička       | 72     | 1     |
| 10   | Ihor Karpjuk         | 63     | 0     |

| Rang | Name              | Punkte | Siege |
| ---- | ----------------- | ------ | ----- |
| 01   | Milan Žemlička    | 134    | 0     |
| 02   | Kirill Strelzow   | 120    | 0     |
| 03   | Anton Dudtschenko | 111    | 1     |
| 04   | Witalij Trusch    | 99     | 0     |
| 05   | David Zobel       | 99     | 0     |
| 06   | Nikita Porschnew  | 96     | 0     |
| 07   | Anton Smolski     | 89     | 0     |
| 08   | Roman Jeremin     | 86     | 0     |
| 09   | Erik Weick        | 82     | 0     |
| 10   | Ondřej Šantora    | 80     | 0     |

## Mixed
| 3. IBU-Cup in Hochfilzen, 26. – 29. Januar 2017 | 3. IBU-Cup in Hochfilzen, 26. – 29. Januar 2017 | 3. IBU-Cup in Hochfilzen, 26. – 29. Januar 2017                                  | 3. IBU-Cup in Hochfilzen, 26. – 29. Januar 2017                            | 3. IBU-Cup in Hochfilzen, 26. – 29. Januar 2017                         |
| ----------------------------------------------- | ----------------------------------------------- | -------------------------------------------------------------------------------- | -------------------------------------------------------------------------- | ----------------------------------------------------------------------- |
| Datum                                           | Disziplin                                       | Erster Platz                                                                     | Zweiter Platz                                                              | Dritter Platz                                                           |
| 27. Januar 2017 (Fr.)                           | Single-Mixed-Staffel (4 × 3 km + 1,5 km) (W-M)  | RusslandLjudmila Ulybina Semjon Bei                                              | FrankreichLou Jeanmonnot Felix Cottet Puninel                              | SlowenienUrška Poje Mitja Drinovec                                      |
| 27. Januar 2017 (Fr.)                           | Mixed-Staffel (2 × 6 km + 2 × 7,5 km) (W-M)     | RusslandJekaterina Sannikowa Walerija Wasnezowa Igor Malinowski Nikita Porschnew | FrankreichMyrtille Bègue Lena Arnaud Hugo Rivail Martin Perrillat Bottonet | UkraineAnna Krywonos Walerija Dmytrenko Taras Lessjuk Anton Dudtschenko |